# Neal Shusterman
Neal Shusterman (ur. 12 listopada 1962) – amerykański pisarz, twórca powieści young adult. W 2015 zdobył nagrodę National Book Award for Young People's Literature za książkę Głębia Challengera, a jego powieść Kosiarze zdobyła w 2017 Michael L. Printz Award. 

## Nagrody
- 2005 Boston Globe–Horn Book Award[2]
- 2008 California Young Reader Medal za powieść The Schwa Was Here[3]
- 2015 National Book Award for Young People's Literature oraz Golden Kite Award for Fiction za Głębię Challengera[4]
- 2017 Micheal L. Printz Award Honour Book za powieść Kosiarze
- 2019 Young Hoosier Book Award (Middle Grade) za powieść Kosiarze[5]

## Publikacje

### SeriaPodzieleni(Unwind)
- Podzieleni, 2012 (wznowienie w 2024 pod tym samym tytułem) / Unwind, 2007
- Rozdarci, 2016 / UnWholly, 2012
- (ang.) UnSouled, 2013
- (ang.) UnDivided, 2014

### SeriaKosiarze (Arc of a Scythe)
- Kosiarze, 2017 (wznowienie w 2023 pod tym samym tytułem) / ang. Scythe, 2016
- Kosodom, 2018 (wznowienie w 2023 jako Thunderhead) / Thunderhead, 2018
- Żniwo, 2023 / The Toll, 2019
- Pokłosie. Opowieści z Kosodomu, 2023 / Gleanings. Stories from the Arc of a Scythe, 2022

### (ang.)Shadow Club Series
- (ang.) The Shadow Club, 1988
- (ang.) The Shadow Club Rising, 2002

### (ang.)Star Shards Chronicles Series
- (ang.) Scorpion Shards, 1995
- (ang.) Thief of Souls, 1999
- (ang.) Shattered Sky, 2002

### (ang.)Dark Fusion Series
- (ang.) Dread Locks, 2005
- (ang.) Red Riders's Hood, 2005
- (ang.) Duckling Ugly, 2006

### (ang.)Antsy Bonano Series
- (ang.) The Schwa Was Here, 2004
- (ang.) Antsy Does Time, 2008
- (ang.) Ship Out of Luck, 2013

### (ang.)The Skinjacker Trilogy
- (ang.) Everlost, 2006
- (ang.) Everwild, 2009
- (ang.) Everfound, 2011

### (ang.)The Accelerati Trilogy
- (ang.) Tesla's Attic, 2014
- (ang.) Edison's Alley, 2015
- (ang.) Hawking's Hallway, 2016

### Inne książki
- (ang.) Downsiders, 1999
- (ang.) Full Tilt, 2003
- (ang.) Bruiser, 2010
- Głębia Challengera, 2017 (wznowienie w 2023 pod tym samym tytułem) / Challenger Deep, 2015
- Susza, 2021, wspólnie z synem Jarrodem Shustermanem / Dry, 2018
- Roxy, 2022, wspólnie z synem Jarrodem Shustermanem / Roxy, 2021
- Gra o świat, 2021 / Game Changer, 2021[6][7]